# Moroni (prorok)

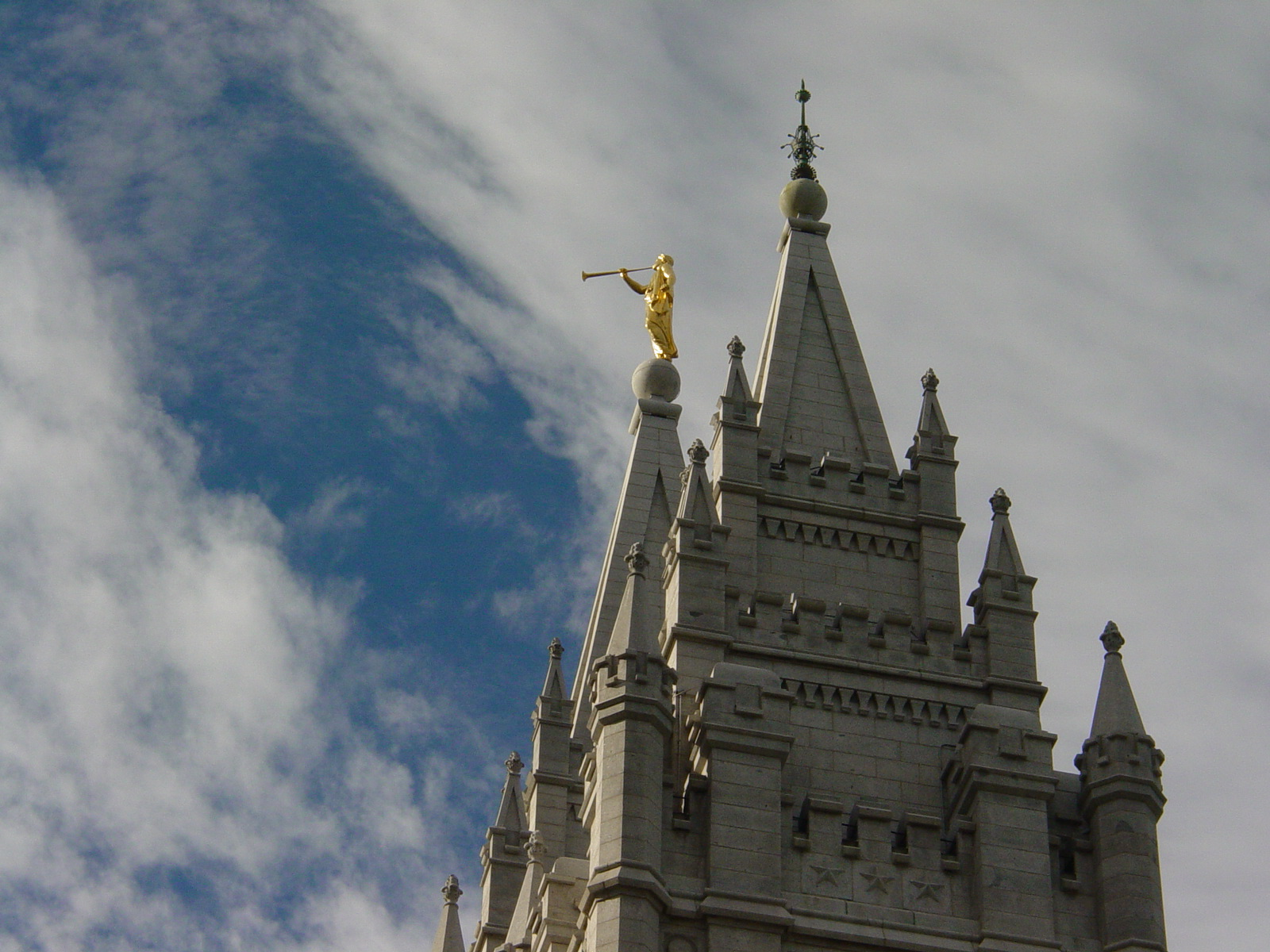
Prorok Moroni na szczycie Świątyni w Salt Lake City

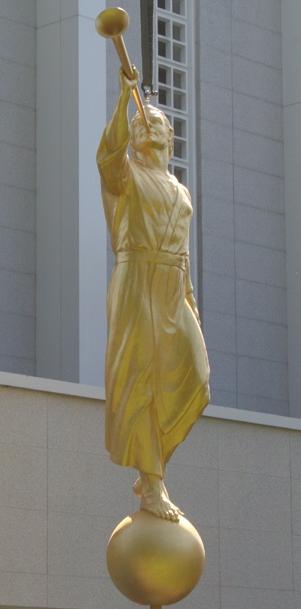
Figura Proroka Moroniego przed ustawieniem na szczycie Świątyni w Bernie w Szwajcarii

Moroni – w religii mormonów prorok, który występuje w Księdze Mormona.

## Opis
Według wierzeń mormonów Moroni miał ukończyć kronikę (Księgę Mormona) swojego ojca Mormona, a następnie streścił dzieje Jeredytów, zwane Księgą Etera. Dodał też swój tekst znany jako Księga Moroniego.
Przez mormonów Moroni ukazywany jest jako sylwetka z trąbą i często jest umieszczany na szczytach wież świątyń mormońskich. Według wiernych ma on zwiastować światu przywróconą ewangelię Kościoła Jezusa Chrystusa, którą objawił Josephowi Smithowi.
Moroni bywa czasem nazywany „Aniołem Moronim”. Mormoni aniołem określają osobę, która już żyła na Ziemi (i zmartwychwstała) lub dopiero w przyszłości będzie żyła jako człowiek. Jest to inne pojęcie niż w kulturze chrześcijańskiej, dlatego częściej i poprawniej nazywa się go po prostu Niebiańskim Wysłannikiem.
W Księdze Almy (części Księgi Mormona) występuje też wojownik Moroni jako przywódca oddziału Nefitów.